# 聖母子と二人の天使 (メムリンク、プラド美術館)
『聖母子と二人の天使』（せいぼしとふたりのてんし、西: La Virgen y el Niño entre dos ángeles、英: The Virgin and Child with two Angels）は、初期フランドル派の画家ハンス・メムリンクが1480-1490年に板上に油彩で制作した絵画である。かつてメムリンクの工房作とされたり、修復の結果として変貌してしまったとみなされたりしたが、技法面での研究によりメムリンクの真筆であることは確かとなっている。作品は、1894年にカブリニャーナ・デル・モンテ (Cabriñana del Monte) 侯爵未亡人に寄贈されて以来、マドリードのプラド美術館に所蔵されている。

## 作品
天使に伴われた聖母子像のモデルは、当時大成功を収めたロヒール・ファン・デル・ウェイデンの作品に由来する。本作は、聖母マリアが腕に幼子イエス・キリストを抱くメムリンクの一連の作品のうちの1点で、2人の天使が聖母子に伴っている。1人はヴィオラを演奏し、もう1人はイエスにリンゴを差し出している。イエスによる原罪の贖いを示唆するリンゴは、聖母の伏し目がちな眼差しや赤いマントと合わせて、将来のイエスの受難を暗示するモティーフである。
画家は聖母を前景に配置している。彼女は中世文学の「悦楽境 (locus amoenus)」、あるいは「閉ざされた庭」を想起させる庭園に座っており、背景の風景から頑強な壁によって隔てられている。この頑強な壁は聖母の剛毅と関連づけられる。本作はその高い質、光と色の繊細な扱い、背景の自然風景と庭園の草花に見られる非常に緻密な描写で際立っている、メムリンク円熟期の作品である。

## ギャラリー

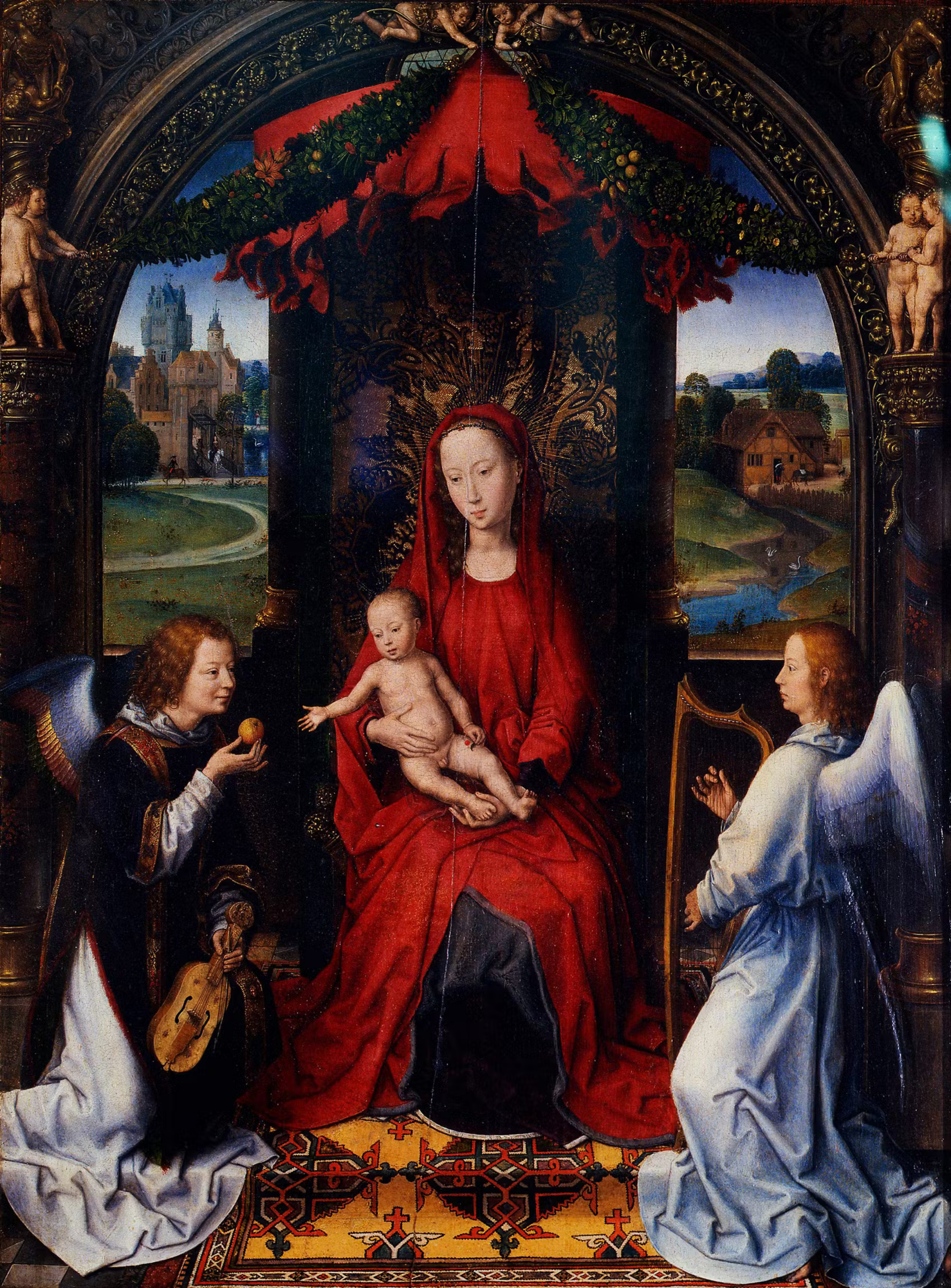
ハンス・メムリンク『パガニョッティ三連祭壇画』の中央パネル (1480年ごろ)、ウフィツィ美術館、フィレンツェ
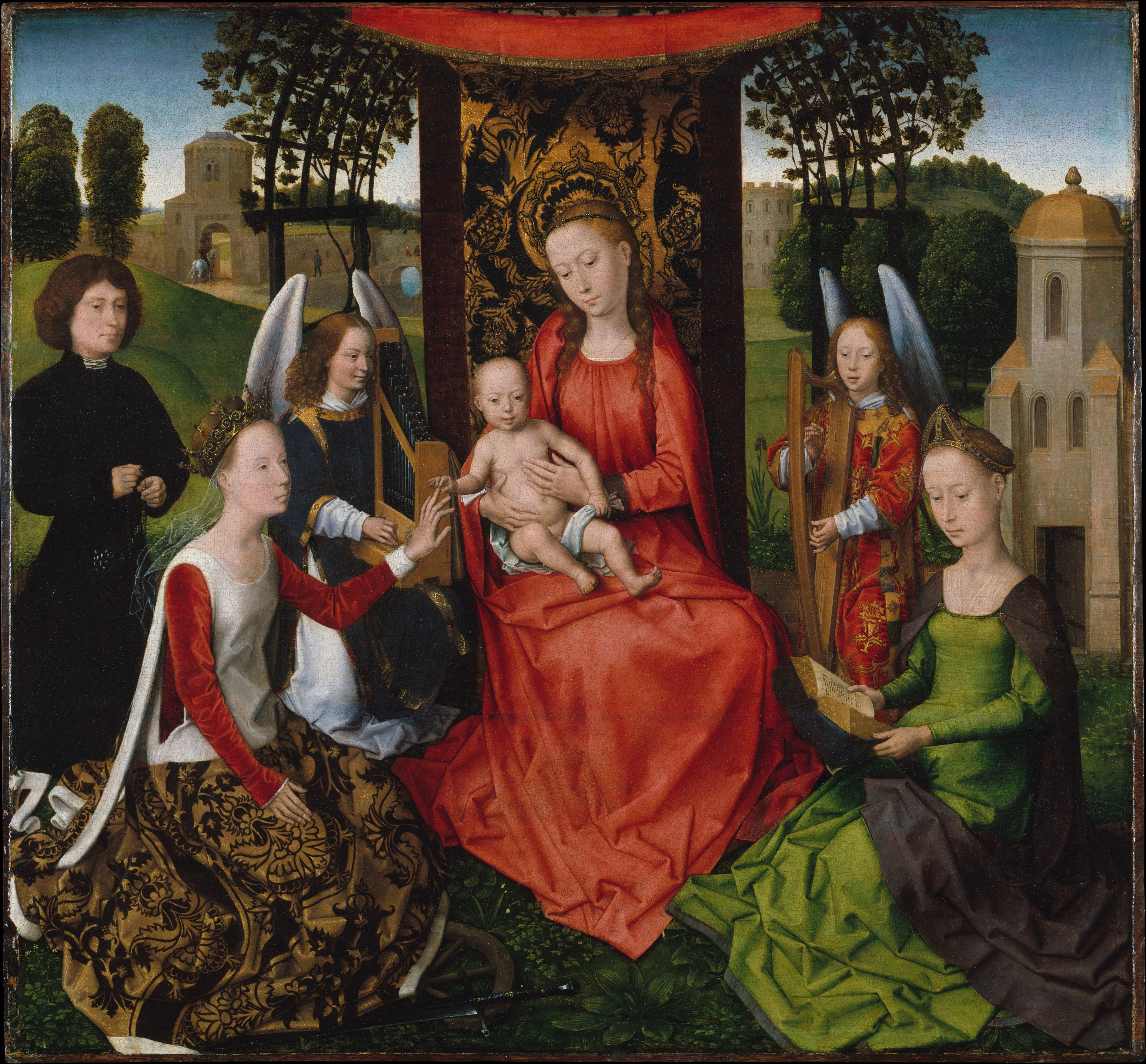
ハンス・メムリンク『聖カタリナの神秘の結婚』 (1480年代初期)、メトロポリタン美術館、ニューヨーク